# Мендоса (департамент)
Департамент Мендоса  (исп. Departamento de Mendoza) — департамент в Аргентине в составе провинции Мендоса.
Территория — 54 км². Население — 115041 человек. Плотность населения — 2130,40 чел./км².
Административный центр — Мендоса.

## География
Департамент расположен в центральной части провинции Мендоса.
Департамент граничит:
- на севере и западе — с департаментом Лас-Эрас
- на востоке — с департаментом Гуаймальен
- на юге — с департаментом Годой-Крус

## Административное деление

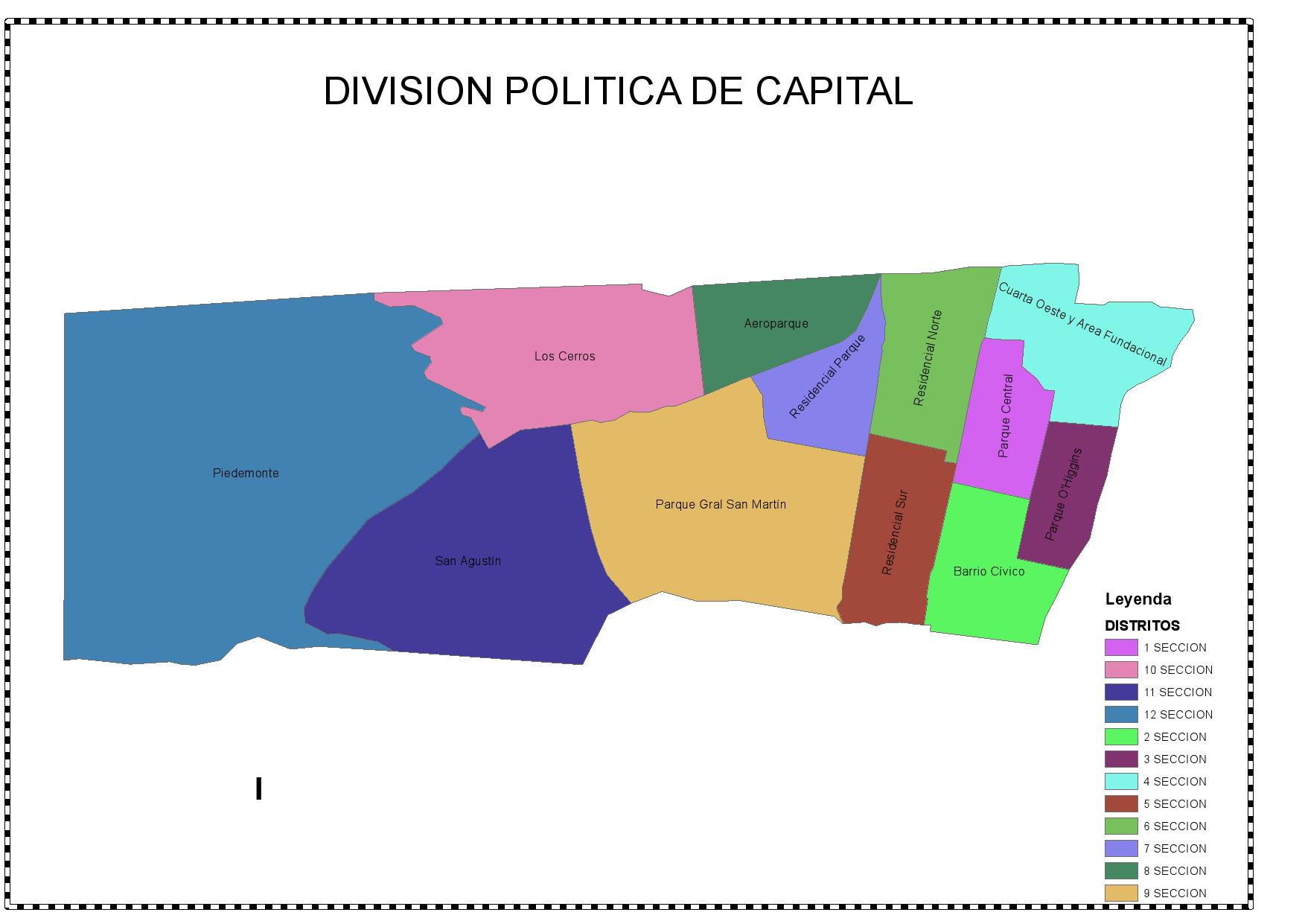

Департамент состоит из 12 дистриктов:

| - Парке-Сентраль - Баррио-Сивико - Парке-О'Хиггинс - Ареа-Фундасьональ - Ресиденсиаль-Сур - Ресиденсиаль-Норте - Ресиденсиаль-Парке - Аэропарке - Парке-Хенераль-Сан-Мартин - Ресиденсиаль-Лос-Серрос - Сан-Агустин - Пьедемонте |

## Важнейшие населенные пункты[2]
| № | Населённый пункт | Населённый пункт (исп.) | Категория | Население чел. (2010) | На карте                        |
| - | ---------------- | ----------------------- | --------- | --------------------- | ------------------------------- |
| 1 | Мендоса          | Mendoza                 | город     | 114893                | 32°52′56″ ю. ш. 68°51′13″ з. д. |